# Caragh Lake (stacja kolejowa)
Caragh Lake – nieistniejąca stacja kolejowa na linii kolejowej Farranfore – Valentia Harbour w Glenbeigh w hrabstwie Kerry w Irlandii. Została otwarta 12 września 1893 i zamknięta 1 lutego 1960.
Stacja położona była w pobliżu jeziora Caragh. Przechodził przez nią jeden tor. Posiadała jeden peron i prosty budynek stacyjny.